# Ніколаєв Сергій Миколайович
Сергі́й Микола́йович Нікола́єв — підполковник Збройних сил України.

## З життєпису
Станом на березень 2017-го — заступник командира в/ч А2215 з повітряного спостереження.
З дружиною та двома синами проживає у місті Бориспіль.

## Нагороди
20 червня 2014 року — за особисту мужність і героїзм, виявлені у захисті державного суверенітету та територіальної цілісності України, вірність військовій присязі під час російсько-української війни, відзначений — нагороджений орденом «За мужність» III ступеня.